# 纯德堂
纯德堂，位于江苏省苏州市吴中区东山镇杨湾村张巷80号，是一处规模宏大的晚清民居，分为东、中、西三路，各有若干进。院中有一明代古井。2009年7月10日公布为苏州市文物保护单位。